# Tamano
Tamano (jap. 玉野市 Tamano-shi) – miasto w Japonii, w południowej części wyspy Honsiu, w prefekturze Okayama.

## Położenie
Leży w południowej części prefektury. Graniczy z:
- Okayama
- Kurashiki

## Historia
Prawa miejskie otrzymało 3 sierpnia 1940 roku.

## Demografia
W 2005 miasto liczyło 67 009 mieszkańców.

## Miasta partnerskie
- Chiny: Jiujiang
- Korea Południowa: T'ongyŏng